# Cephalozia pachygyna
Cephalozia pachygyna là một loài rêu trong họ Cephaloziaceae. Loài này được R.M. Schust. ex J.J. Engel mô tả khoa học đầu tiên năm 2007.